# Serapicos (Valpaços)
Serapicos é uma povoação portuguesa sede da Freguesia de Serapicos do Município de Valpaços, freguesia com 11,61 km² de área e 196 habitantes (censo de 2021), tendo, por isso, uma densidade populacional de 16,9 hab./km².

## Demografia
A população registada nos censos foi:
| Distribuição da População por Grupos Etários | Distribuição da População por Grupos Etários | Distribuição da População por Grupos Etários | Distribuição da População por Grupos Etários | Distribuição da População por Grupos Etários |
| -------------------------------------------- | -------------------------------------------- | -------------------------------------------- | -------------------------------------------- | -------------------------------------------- |
| Ano                                          | 0–14 Anos                                    | 15–24 Anos                                   | 25–64 Anos                                   | > 65 Anos                                    |
| 2001                                         | 54                                           | 42                                           | 163                                          | 66                                           |
| 2011                                         | 20                                           | 31                                           | 114                                          | 81                                           |
| 2021                                         | 8                                            | 17                                           | 85                                           | 86                                           |